# Resultados do Carnaval de Uruguaiana em 2011
Resultados do Carnaval de Uruguaiana em 2011. A vencedora do 1º grupo foi a escola Unidos da Cova da Onça com o enredo, Arroz: do Império do Meio ao Pampa Gaúcho, o grão que vale ouro.

## 1º Grupo
| Colocação | Escola                     | Pontos | Desempate | Nota      | Ref.        |
| --------- | -------------------------- | ------ | --------- | --------- | ----------- |
| 1º        | Unidos da Cova da Onça     | 438,2  | Harmonia  |           | [ 1 ] [ 3 ] |
| 2º        | Os Rouxinóis               | 438,2  |           |           | [ 1 ]       |
| 3º        | Bambas da Alegria          | 436,6  |           |           | [ 1 ]       |
| 4º        | Unidos da Ilha do Marduque | 430,4  |           |           | [ 1 ]       |
| 5º        | Apoteose do Samba          | 422,4  |           |           | [ 1 ]       |
| 6º        | Acadêmicos de São Miguel   | 421,4  |           |           | [ 1 ]       |
| 7º        | Deu Chucha na Zebra        | 417,5  |           |           | [ 1 ]       |
| 8º        | Imperadores do Sol         | 391,5  |           | Rebaixada | [ 1 ]       |

## 2º Grupo
| Colocação | Escola                 | Pontos | Nota      | Ref.  |
| --------- | ---------------------- | ------ | --------- | ----- |
| 1º        | Acadêmicos do Negão    | 101,4  | Promovida | [ 4 ] |
| 2º        | Aliança do Samba       | 98     |           | [ 4 ] |
| 3º        | Unidos da Mangueira    | 94,2   |           | [ 4 ] |
| 4º        | Unidos da Toca do Lobo | 88     |           | [ 4 ] |